# Men of War (comics)
Men of War est le nom de plusieurs séries de comic book américain publiés par DC Comics. Pour la plupart, les séries sont des anthologies sur la guerre mettant en scène des histoires fictives de soldats américains durant la Seconde Guerre mondiale.
La série d'origine, All-American Men of War a été publiée sur 118 numéros entre 1952 et 1966. Les artistes ayant participé à All-American Men of War incluent les scénaristes Robert Kanigher, Hank Chapman et France Herron et les illustrateurs Alex Toth, Gene Colan, Mort Drucker, Mike Esposito, Jerry Grandenetti, Sheldon Moldoff, Russ Heath, Bernard Krigstein, Joe Kubert et Irv Novick. L'artiste Roy Lichtenstein s'est inspiré d'une des planches faites par Irv Novick du no 89 d'All-American Men of War (couverture  de Jerry Grandenetti, janvier 1962) pour créer son tableau Whaam!.
Une seconde série, simplement intitulée Men of War, a été publiée sur 26 numéros entre 1977 et 1980. Les artistes principaux sont les scénaristes Kanigher, Roger McKenzie, Cary Burkett, Jack C. Harris et Paul Kupperberg ; et les illustrateurs sont Grandenetti, Dick Ayers et Howard Chaykin. Joe Kubert a réalisé les couvertures de toute la série sauf du no 1.
Une troisième série, aussi intitulée Men of War, met en scène le Sgt. Rock et a été publiée de novembre 2011 à juin 2012. 